# 卡盧仁波切

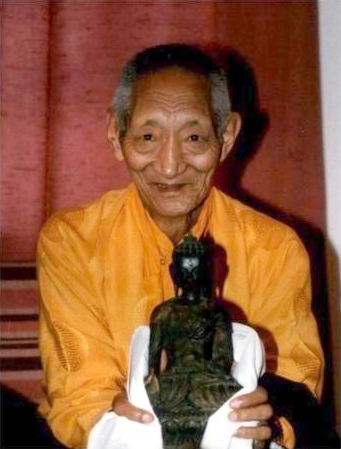
一世卡卢仁波切遗照

至尊卡盧仁波切（英語：Kyabje Kalu Rinpoche），噶舉派祖古傳承之一。

## 第一世卡盧仁波切
卡盧仁波切（藏語：ཀར་མ་རང་བྱུང་ཀུན་ཁྱབ་ཕྲིན་ལས，威利转写：kar ma rang byung kun khyab phrin las；1905年—1989年5月10日），生於西藏東部康區，是藏傳佛教傳入西方世界的先驅人物。

### 生平
八歲時，被家中送到八蚌寺出家。
25歲時，離開八邦寺，在康區山林中修行，追求成為一名瑜伽士。
在12年獨自苦修後，他回到八邦寺，大司徒仁波切任命他為八邦寺密宗阿闍黎首座。1940年代，他隨著大司徒仁波切至中西藏地區，在此傳授密法。他的門徒中，最著名的是第十四世達賴喇嘛的攝政，第五世熱振活佛。
回到康區八邦寺後，他繼續在此傳授密法，並成為第十六世噶瑪巴的禪修指導者。1959年，他跟隨第十六世噶瑪巴，離開西藏，流亡印度。
1970年代，他三次訪問西方世界，在歐洲及美國教授密宗，並在各國建立禪修中心。在法國建立了閉關禪修中心---法国噶举中心。
卡卢仁波切曾經接受麻原彰晃的邀請，至日本數個城市傳法與演講。

## 争议
卡盧仁波切曾遭到女弟子提出訴訟，指控他以雙身法為名，誘使女信徒與他發生性行為。卡盧仁波切給了一筆和解金之後，她撤回告訴。但她後續仍然出版書籍，對卡盧仁波切與藏傳佛教指出許多指控。

## 第二世卡盧仁波切
其转世灵童杨西卡卢于1990年9月17日出生于印度大吉岭。杨西之父为卡卢仁波切的侄子及秘书坚赞喇嘛，其母卡桑朱嘎是不丹南部人。大司徒仁波切于1992年3月25日正式确认杨西为卡卢仁波切的转世灵童，他跟坚赞喇嘛一起呈报十四世达赖喇嘛并得到达赖喇嘛的认定。
1993年2月28日为杨西卡卢举行坐床仪式，仪式由大司徒仁波切主持，他为杨西剃度并取法号真教胜幢（迦玛 尼东 丹百 坚赞），由此杨西正式成为第二世卡卢仁波切。
2013年2月，杨西卡卢到法国噶举中心、金刚持苑及达香噶举苑弘扬佛法。
1. ↑  Campbell, June (1996). Traveler in Space: In Search of Female Identity in Tibetan Buddhism. New York: George Braziller. ISBN 0-485-11494-1.